# Baileybro
En Baileybro er en transportabel præfabrikeret gitterbro, som er udformet til brug for ingeniørtropper til at bygge broer af op til 60 meters længde. Der kræves ingen særlige værktøjer eller tungt udstyr til bygningen, broens dele er så små, at de kan transporteres på lastbiler og broen er stærk nok til at kunne bære kampvogne. Broen betragtes som et fremragende eksempel på militær ingeniørkunst. 
Baileybroen er en feltbro , det vil sige en midlertidig bro, der ofte er opført således at militære enheder kan forcere vandløb og kløfter. Disse feltbroer blev oprindeligt opført af forhåndenværende materialer. Flydebroen (pontonbroen) er ved siden af Baileybroen et moderne eksempel på en feltbro.

## Historie
Donald Bailey var en embedsmand i det britiske krigsministerium, som puslede med modelbroer som hobby. Han fremviste en af disse modeller for sine chefer, som så muligheder i dens udformning. Den senere Baileybro blev konstrueret på Military Engineering Experimental Establishment (MEXE), Christchurch, Dorset. Prototypen blev brugt til at spænde over Mother Siller's Channel som gennemløber den nærligende Stanpit Marsh, et marksområde der hvor River Avon, Hampshire og River Stour, Dorset mødes. Den eksisterer stadig som fungerende bro. Efter vellykket udvikling og afprøvning blev broen taget i brug af Corps of Royal Engineers og blev først anvendt i Italien i 1943. Et antal broer var til rådighed i 1944 til D-dag, hvor produktionen blev sat i vejret. Amerikanerne fik licens på broen og begyndte selv at bygge broer i højt tempo. Bailey blev senere adlet for sin opfindelse, som stadig fremstilles og anvendes i stort omfang 
Den oprindelige udformning var i strid med et patent på Callender-Hamilton broen. Konstruktøren af denne bro, A. M. Hamilton blev derfor tilkendt erstatning. Baileybroen har imidlertid en række fordele i forhold til Hamiltons konstruktion.

## Udformning
Det betød meget for Baileybroens succes at den var modulært opbygget og kunne samles med minimal indsats af tungt udstyr. De fleste, hvis ikke alle, tidligere udformninger af militære broer krævede kraner til at løfte den præfabrikerede bro på plads. Bayley-broen bestod af standard stålkvaliteter og var tilstrækkelig enkle til at dele fremstillet på forskellige fabrikker uden videre kunne bruges sammen. Hver enkelt del kunne bæres af nogle få mænd, hvilket gjorde det lettere og og hurtigere for ingeniørtropperne at bane vej for tropper og materiel, som rykkede frem bag dem. Endelig gjorde den modulære udformning det muligt for ingeniørerne at bygge så lange og så stærke som nødvendigt ved at fordoble eller tredoble siderne eller vejbanen. 
Broen består af tre hovedbestanddele. Brodækket består af en række 5,7 meter lange tværbjælker, som løber på tværs af broen med 3 meter lange vanger mellem sig for neden, således at der dannes en firkant. Broens styrker stammer fra paneler på siderne, som er 3 meter lange med rektangler med krydsstivere. Disse er placeret opretstående over vangerne og spænder forbinder vangerne med panelerne for at holde dem sammen. Der lægges bånd ovenpå den færdige struktur og træplanker lægges oven på båndene for at danne en vejbane. Senere i krigen blev disse træplanker udskiftet med stål, som bedre kunne holde til skaderne fra kampvognenes bælter. 
Hver enhed, som bygges på denne måde danner en enkelt 3 meter lang sektion af broen med en 3,6 meter bred vejbane. Når en sektion er færdig skubbes den typisk fremad over ruller og en ny sektion bygges efter den. De to forbindes derefter med bolte, som slås ind i huller i hjørnerne af panelerne. 
For at få yderligere styrke kan flere paneler (og tværstivere) boltes på begge sider af broen i op til tre lag. En anden mulighed består i at stable panelerne lodret med 3 paneler på tværs og to i højden kan en Baileybro bære en kampvogn over et span på 60 meter.
En nyttig egenskab ved Baileybroen er, at den kan "søsættes" fra den ene side af en fordybning. Ved dette system bliver den forreste del af broen hævet med kiler og hovedparten af broen bliver ikke udstyret med bånd og broplanker. Broen sættes på ruller og skubbes ud over fordybningen med håndkraft, en lastbil eller et bæltekøretøj. Herefter fjernes rullerne ved hjælp af donkrafte og bånd og broplanker monteres foruden yderligere paneler og tværstivere, som der måtte være brug for. 
Historierne om Baileybroer, der blev bygget og opført under 2. Verdenskrig er legender. Den første gang en Baileybro blev bygget under beskydning var ved Leonforte, og den blev bygget af soldater fra 3. Field Company, Royal Canadian Engineers. Ved en lejlighed blev en bro skubbet over Saar-floden mens den var under beskydning fra artilleri og kampvogne. Da fjenden endelig var blevet slået tilbage havde panelerne huller i sig, og kunne ikke bære vægten af kampvogn. Udskiftning af panelerne ville betyde, at broen skulle deles midtpå. I stedet boltede de simpelthen et helt nyt sæt paneler på broen oven på de oprindelige, en teknik som senere blev en standardmetode. 
Baileybroen var en fremragende løsning på de problemer som de tyske og italienske hære skabte når de sprængte broerne når de trak sig tilbage. Ved krigens slutning havde den 5. amerikanske og den 8. britiske armé bygget over 3.000 Baileybroer alene på Sicilien og i Italien. De havde en samlet længde på 90 km og var i gennemsnit 30 meter lange. En Baileybro, som blev bygget til at erstatte broen over Sangro-floden i Italien havde en længde på 343 meter. En anden over Chindwin-floden i Burma havde en længde på 351 m.
Feltmarskal Bernard Montgomery skrev i 1947:
Baileybroerne ydede en stort bidrag i slutningen af 2. verdenskrig. Hvad angår mine egne operationer, med 8. armé i Italien og med 21. armégruppe i Nordvesteuropa, ville det aldrig have været muligt at holde gang i fremrykningen uden et stort antal Baileybroer.

## Moderne Baileybroer
Ved siden af en af de oprindelige stål og betonbroer på Hana Highway på Maui, Hawaii, som blev ødelagt af erosion, er der bygget en Baileybro af Army Corps of Engineers.
En Baileybro blev bygget på området ved Royal Military College of Canada i 2004 for at erindre om 100 årsdagen for ingeniørkorpset og de nære bånd mellem korpset og colleget.
Bnot Ya'akov Bridge er en Baileybro over Jordanfloden på hovedvej 91 i det nordlige Israel.
Den vestgående bro på I-10 Twin Spans var præfabrikeret af Baileybro elementer.
- Midlertidig bro over Ribe Å
- Den gamle ringvejsbro bagved venter på at blive erstattet med en klapbro
- Der er ikke bare en, men faktisk 2 ved siden af hinanden
- Ingeniørkorpsets logo på broens elementer

## Andre anvendelser
Skylark launch tower ved Woomera i Australien blev bygget af Baileybroer.
I årene lige efter 2. verdenskrig opkøbte Ontario Hydro-Electric Power Commission store mængder af overskuds Baileybro materiel og dannede en lille designgruppe, som skulle fremme anvendelsen af dem på nye måder, f.eks. støttepillerne der skulle bruges til en stort grussorteringsanlæg, der blev bygget i forbindelse med bygningen af kraftværkerne ved Ottawa-floden.
I midten af 1950'erne købte racerbanen Lime Rock Park i Lakeville, Connecticut en overskuds Baileybro så køretøjer kunne køre ind og ud af midtercirklen og garageområdet under løbene. Broen har været i brug siden, og blev flyttet til en ny placering i foråret 2008. På banen mener man, at det er den eneste Baileybro fra 2. verdenskrig, som fortsat er i daglig brug i USA.

## Eksterne kilder
- Wikimedia Commons har flere filer relateret til Baileybro
- Royal Engineers Museum Royal Engineers and Military Bridging
- Hjemmeside om Bailey bridges (mange fotos, information, links, ...) Arkiveret 3. oktober 2011 hos  Wayback Machine
- Norske soldater bygger en Bailey bro